# Fun and Fancy Free
Fun and Fancy Free (Diversión y fantasía en Hispanoamérica; Las aventuras de Bongo, Mickey y las judías mágicas en España) es un largometraje de 1947 producido por Walt Disney Productions y distribuido por RKO Radio Pictures. Es la novena película en el canon de Walt Disney Animation. Es considerada como "película-paquete" por ser una compilación de varios segmentos. Así como La leyenda de Sleepy Hollow y el Sr. Sapo, fue planeada originalmente para ser un largometraje, pero debido a las circunstancias que atravesaba el estudio en ese momento, terminaron siendo "películas-paquete". En Estados Unidos se estrenó el 27 de septiembre de 1947.

## Segmentos
- Bongo: Bongo es un simpático osito estrella de un circo, que a pesar de sus éxitos no está contento con la vida que lleva. Es capaz de hacer malabarismos osiles en el trapecio y la cuerda floja, además de otras hazañas circenses. Es bien tratado y mimado por sus dueños, pero vive encerrado en una jaula que lo hace sentirse preso en una cárcel dorada. Durante sus desplazamientos en tren recuerda su naturaleza silvestre y el sabor de la libertad. Tras sacudir los barrotes de la jaula descubre que se olvidaron de cerrarla con llave y logra huir para siempre del circo; se escapa pedaleando en su monociclo y llega a un bosque. Allí se encuentra con varios animales silvestres a los cuales trata de imitar, entre ellos a dos ardillas que trepan a un árbol. Bongo disfruta de su libertad y descansa en un prado de margaritas, admirando el paisaje. Camina por la montaña, se hace amigo de los animales y se queda con ellos hasta la noche. Pero mientras otros duermen, Bongo sufre las inquietantes apariciones de una oruga, un ciempiés, un coyote y los mosquitos de una tormenta con rayos y truenos. Se duerme y después se lleva un gran susto al despertar, pues advierte que está al borde de un precipicio. Hambriento, trata en vano de pescar. Su torpeza hace reír a una bellísima osita llamada Lulubelle, de quien se enamora a primera vista. Bongo y ella se hacen amigos y en una nube de color rosa dos ángeles ayudan a la pareja a comenzar un romance. Pero un enorme oso celoso y malo llamado Lumpjack (Colmillo Retorcido), que quiere a Lulubelle para él como pareja, por lo mismo está enojado con Bongo, a quien ve como rival y golpea. Lulubelle interviene en defensa de Bongo y lo llama para darle un beso, pero en cambio le da una bofetada (no muy fuerte). Adolorido en su mejilla y herido en su alma por este agresivo gesto, Bongo cree que Lulubelle lo odia, pero ella está enamorada de él. Por su parte, el oso malvado Lumpjack piensa que Lulubelle lo ama y Bongo se distancia y parte muy triste en su monociclo a través del bosque. Pero de pronto oye una canción cantada por un grupo de osos que bailan y se abofetean unos a otros, y esto le hace saber que los osos se dan una bofetada para declararse su amor. Al enterarse de esa rara costumbre de los osos, Bongo comprende que Lulubelle lo ama, regresa y pelea por ella contra el oso celoso Lumpjack. Con su monociclo ataca y se defiende de los ataques de su enemigo. Los dos caen desde lo alto de una cascada y continúan su lucha en un tronco flotando al pie de la catarata. Bongo se las arregla para no ser arrastrado por la corriente del río, a diferencia de su enemigo Lumpjack, quien muere ahogado tras ser golpeado en la cabeza por el tronco. Por último, Bongo se une a Lulubelle entre las copas de los árboles, se queda a vivir con todos los animales y se casa con ella.
- Mickey y las habichuelas mágicas: Una adaptación de Jack y las habichuelas mágicas; Mickey, Goofy y el Pato Donald, son unos habitantes de "Valle Feliz" que con ayuda de unas habichuelas mágicas, deben enfrentarse al temperamental gigante Willie, para rescatar al arpa cantora y así restablecer la armonía en Valle Feliz.

Las dos historias inician con Pepito Grillo como introductor, aunque ambos cortos son narrados por distintas personas.

## Argumento
José "Pepito" Grillo aparece por primera vez dentro de una gran planta en una casa grande, explorando y cantando «Soy un compañero despreocupado», hasta que se topa con una muñeca, un osito de peluche y un tocadiscos con algunos discos, uno de los cuales es Bongo, una historia de romance musical narrada por la actriz Dinah Shore. Entonces Pepito Grillo decide configurar el tocadiscos para reproducir la historia de Bongo.
La historia sigue las aventuras de un oso de circo llamado Bongo que anhela la libertad en la naturaleza. Bongo es criado en cautiverio y es elogiado por sus actuaciones, pero es maltratado una vez que está fuera del escenario. Como tal, mientras viaja en un tren de circo, sus instintos naturales (el llamado de la naturaleza) lo instan a liberarse. Tan pronto como escapa y entra en un bosque, pasa un día antes de que su evaluación idealista de su nueva situación de vida se haya hecho añicos emocionalmente, y experimenta algunas condiciones duras.
A la mañana siguiente, sin embargo, conoce a una osa llamada Lulubelle. Los dos osos se enamoran de inmediato, hasta que Bongo pronto se enfrenta a un rival romántico en el bosque: un oso rebelde de forma enorme llamado Lumpjack. Bongo no interpreta que Lulubelle lo abofetee como una señal de afecto, y cuando ella abofetea accidentalmente a Lumpjack, este la reclama para sí mismo, obligando a todos los demás osos a celebrar por la feliz nueva pareja. Bongo llega a comprender el significado de abofetearse entre osos salvajes como signo de cariño y amor y regresa para desafiar a Lumpjack. Bongo se las arregla para burlar a Lumpjack durante gran parte de su pelea hasta que los dos caen al borde de la cascada de un río. Aunque Lumpjack presumiblemente muere siendo arrastrado por el río debido a que nunca más se lo vuelve a ver, el sombrero de Bongo lo salva de caerse por la cascada y finalmente regresa al bosque y reclama felizmente a Lulubelle como su pareja.
Después de que termina la historia, Pepito Grillo comienza a caminar hacia la salida. Pero entonces se da cuenta de que hay una invitación de cumpleaños para Luana Patten. Se está celebrando una fiesta en la casa de enfrente con Charlie McCarthy, Mortimer Snerd y Edgar Bergen. Emocionado, Pepito sale de la casa por una ventana y salta a la casa de enfrente. Asiste a la fiesta en silencio y sin que se den cuenta mientras Luana, Charlie, Mortimer y Edgar se divierten juntos. Edgar decide contar una historia para entretenerlos.
En una parodia de Jack y las habichuelas mágicas, una alegre tierra rural llamada Valle Feliz, mantenida viva en todo momento por un arpa dorada que canta llamada Arpa Cantora, se ve repentinamente plagada por una grave sequía y cae en el caos y la depresión después de que una figura misteriosa roba el instrumento del castillo. Después de que pasan las semanas, solo quedan los campesinos, la historia luego se centra en tres de ellos: Mickey Mouse, Pato Donald y Goofy. El trío solo tiene una hogaza de pan y un solo frijol solitario de comida para compartir, pero Donald, enloquecido por su hambre, intenta hacer un sándwich con platos y cubiertos, antes de intentar matar a la vaca mascota del trío con un hacha. Mickey decide vender la vaca por dinero para comprar más comida.
Goofy y Donald están entusiasmados por volver a comer hasta que Mickey regresa y les revela que vendió la vaca a cambio de un recipiente con frijoles que se dice que son mágicos. Donald, furioso, piensa que Mickey fue estafado y arroja los frijoles por un agujero en el suelo. Sin embargo, resulta que los frijoles son realmente mágicos, ya que más tarde esa noche, crece un tallo de frijoles gigantesco que se lleva la casa con él.
A la mañana siguiente, Mickey, Donald y Goofy pronto se encuentran en la parte superior del tallo de frijoles y en un reino mágico de enorme alcance, donde parecen ser diminutos en comparación con su entorno. Finalmente, se abren camino hacia un enorme castillo, donde se sirven un suntuoso banquete. Allí, se topan con el Arpa Cantora encerrada dentro de una pequeña caja, y ella les explica que fue secuestrada por un gigante "malvado". Inmediatamente después, un gigante llamado Willie entra gruñendo enojado mientras simultáneamente estalla en una canción alegre mientras demuestra sus poderes de vuelo, invisibilidad y cambio de forma.
Mientras Willie se prepara para almorzar, descubre a Mickey escondido en su sándwich después de que Mickey estornuda cuando Willie vierte un poco de chile picante sobre el sándwich. Mickey luego juega a leer la palma de la mano y se gana la confianza del gigante. Willie se ofrece a mostrar sus poderes, y Mickey, al ver un matamoscas cercano, le pide que se convierta en una mosca. Sin embargo, Willie sugiere convertirse en un conejo rosa en su lugar, y mientras lo hace, ve a Mickey, Donald y Goofy con el matamoscas listos para atacarlos. Enfadado, Willie captura a Donald y Goofy y los encierra en el cofre donde se encuentra el Arpa Cantora.
Mickey se muestra desconcertado, pero con la ayuda de la Arpa Cantora, que empieza a cantarle a Willie para que se duerma, Mickey libera a sus amigos y ellos escapan con el Arpa Cantora. Sin embargo, Willie se despierta y los ve, y se pone a perseguirlos hasta el tallo de frijoles. Mickey lo detiene el tiempo suficiente para que Donald y Goofy lleguen al suelo para que comiencen a cortar el tallo de frijoles. Mickey llega justo a tiempo para ayudar a sus amigos a terminar el trabajo, y el gigante, que estaba bajando, cae y supuestamente muere.
De regreso a la casa de Edgar Bergen, este termina su historia, diciendo que con el regreso de la mágica Arpa Cantora, Valle Feliz volvió a la prosperidad. Luego Edgar anima a Mortimer, que se quedó triste por la muerte del gigante Willie. Justo cuando Edgar dice que Willie es un personaje ficticio, el gigante aparece, habiendo sobrevivido a la caída, arrancando el techo de la casa de Bergen. Willie pregunta por el paradero de Mickey, pero Edgar se desmaya en estado de shock mientras Mortimer le da las buenas noches a Willie. La película luego termina con Pepito Grillo saliendo de la casa y Willie acechando por Hollywood, buscando a Mickey.

## Personajes
- Mickey Mouse
- Pepito Grillo
- Edgar Bergen
- Pato Donald
- Goofy
- Willie el Gigante
- Arpa Cantora
- Charlie McCarthy
- Mortimer Snerd
- Luana Patten
- Bongo
- Lulubelle
- Lumpjack

## Reparto
- Edgar Bergen - Edgar Bergen, Charlie McCarthy, Mortimer Snerd y Narrador (Mickey y las habichuelas mágicas)
- Luana Patten - Luana Patten
- Dinah Shore - Lulubelle, Cantante y Narradora (Bongo)
- Jimmy MacDonald - Bongo, Lumpjack, Chip y Dale
- Cliff Edwards - José Grillo
- Walt Disney - Mickey Mouse
- Clarence Nash - Pato Donald
- Pinto Colvig - Goofy
- Billy Gilbert - Willie el Gigante
- Anita Gordon - Arpa Cantora
- Paul Frees - Ludwing von Pato

## Doblaje
El doblaje en español (1947) estuvo a cargo del mexicano Edmundo Santos. Este doblaje es usado y distribuido en los países de habla hispana 
- Mickey Mouse: Edmundo Santos
- Pato Donald: Clarence Nash
- Goofy: Edmundo Santos
- Willie el Gigante: José Manuel Rosano
- Arpa Cantora: Ana María González
- Charlie McCarthy: Edmundo Santos
- Mortimer Snerd: José Manuel Rosano
- Luana Patten: Teresita Escobar
- Edgar Bergen: Edmundo Santos
- Narradora (Bongo): Ana María González
- José Grillo: Edmundo Santos

El redoblaje en español (1992) estuvo a cargo del mexicano Francisco Colmenero. Este doblaje es usado y distribuido en todos los países de habla hispana. Este redoblaje se realizó debido a que el corto Mickey y las habichuelas mágicas tuvo otra versión donde los narradores eran Ludwing Von Pato y su mascota el escarabajo Herman.
- Mickey Mouse: Raúl Aldana
- Pato Donald: Ruy Cuevas
- Goofy: Francisco Colmenero
- Willie el Gigante: Francisco Colmenero
- Hormiga Herman: Francisco Colmenero
- Ludwing von Pato: Arturo Mercado
- Arpa Cantora (Diálogos): Diana Santos
- Arpa Cantora (Canciones): Poly Romero Terrazas
- Narradora (Bongo): Poly Romero Terrazas

El doblaje argentino (1997) fue realizado por el director de doblaje argentino, Matilde Ávila, este estudio de doblaje lo realizó Quasar Kids. fue lanzado en VHS y DVD (como se le conoce al doblaje Pirata de esta versión), pero no hay narración del segmento de acción en vivo para mostrar al ventrílocuo, Edgar Bergen en absoluto. Además las canciones no fueron dobladas al español de Argentina, solo se utiliza inglés en su lugar.
- Ratón Miguelito: Raúl Cassinerio
- José Grillito: Raúl Cassinerio
- Pato Donald: ¿?
- Tribilin: Jorge Bassa
- Willie el Gigante: Luis Lannone
- El Arpa Dorada: ¿?
- Profesor Ludwing von Pato: Jorge Butrón
- Herman el Beatle de la Botella: ¿?
- Cuentista (Bongo la Oso Del Circo): ¿?

## Banda sonora

### Bongo
| N.º | Título en inglés                | Título en español                           | Escritores                           | Intérpretes                       |
| --- | ------------------------------- | ------------------------------------------- | ------------------------------------ | --------------------------------- |
| 1   | «Fun and Fancy Free»            | «Diversión y fantasía»                      | Bennie Benjamin y George David Weiss | Cliff Edwards y The Starlighters  |
| 2   | «I'm a Happy-Go-Lucky Fellow»   | «Soy un tipo despreocupado»                 | Ned Washington y Eliot Daniel        | Cliff Edwards                     |
| 3   | «Lazy Countryside»              | «Paisaje tranquilo»                         | Bobby Worth                          | Dinah Shore y The Dinning Sisters |
| 4   | «Too Good to Be True»           | «Demasiado bueno para ser verdad»           | Buddy Kaye y Eliot Daniel            | Dinah Shore                       |
| 5   | «Say It with a Slap»            | «Dilo con una bofetada»                     | Buddy Kaye y Eliot Daniel            | Dinah Shore y The King's Men      |
| 6   | «Too Good to Be True (Reprise)» | «Demasiado bueno para ser verdad (Reprise)» | Buddy Kaye y Eliot Daniel            | Dinah Shore                       |

### Mickey y las habichuelas mágicas
| N.º | Título en inglés               | Título en español                | Escritores                           | Intérpretes                      |
| --- | ------------------------------ | -------------------------------- | ------------------------------------ | -------------------------------- |
| 1   | «My, What a Happy Day»         | «Vaya, qué día más feliz»        | Bill Walsh y Ray Noble               | Anita Gordon y The King's Men    |
| 2   | «Eat Untill I Die»             | «Comer hasta morir»              |                                      | Pinto Colvig y Clarence Nash     |
| 3   | «Fee-Fi-Fo-Fum»                | «Fee-Fi-Fo-Fum»                  | Paul J. Smith                        | Billy Gilbert                    |
| 4   | «My Favorito Dream»            | «Mi sueño favorito»              | Bill Walsh y Ray Noble               | Anita Gordon                     |
| 5   | «Fun and Fancy Free (Reprise)» | «Diversión y fantasía (Reprise)» | Bennie Benjamin y George David Weiss | Cliff Edwards y The Starlighters |

## Fechas de estreno
- Brasil: 17 de octubre de 1947.
- Argentina: 25 de diciembre de 1947.
- Reino Unido: 22 de enero de 1948.
- Australia: 27 de mayo de 1948.
- México: 16 de diciembre de 1948.
- Francia: 29 de marzo de 1950.
- Japón: 9 de agosto de 1954.